# Championnats du monde d'aviron 1983
Navigation
Édition précédente Édition suivante
Les championnats du monde d'aviron 1983, treizième édition des championnats du monde d'aviron, ont lieu en septembre 1983 à Duisbourg, en Allemagne de l'Ouest.